# 虾米音乐
虾米音乐是中国一个的以提供MP3格式音乐的推荐、发布、P2P下载服务，以及线下音乐活动等互动内容的网站。
2013年被阿里巴巴集团全资收购。2021年1月5日，虾米音乐官方宣布由于业务调整，虾米音乐自1月5日10时停止账号注册、会员充值等服务，并将于同年2月5日0时起停止所有歌曲试听、下载、评论等音乐消费场景，3月5日0时起关闭服务器。

## 历史
2007年，阿里前员工的王皓创立了“虾米网”。2008年，虾米音乐上线；虾米音乐原名EMUMO，取EARN MUSIC&MONEY的意思。
2013年，虾米音乐被阿里巴巴集团全资收购。
2015年3月，虾米音乐与天天动听合并为阿里音乐。

### 停止服务
2020年11月，一位网名为“相征”的知名音乐博主在微博发文称“江湖传闻，虾米音乐明年1月份关闭。一个时代要结束了吗？”引发网友热议，阿里官方的回应为不予置评。
2021年1月5日，虾米音乐在新浪微博发布公告称将于2021年2月5日0时，停止虾米音乐的服务。

## 产品

### 虾米LOOP
Loop 源自英文的循环打碟之意，Looper指的是在舞台上播放音乐的人。一个舞台上最多5个Looper，每个人从左到右轮流播放一首歌。

### 虾米音乐人
2013年7月11日，虾米音乐宣布，旗下“音乐人平台”正式上线。虾米音乐人将允许独立音乐人和独立唱片公司在虾米发布自己的音乐作品，对正版音乐下载“自主定价”，音乐人将获得100%的收益。
虾米网CEO王皓表示：“我并不认为‘免费加广告’的模式给了独立音乐人合理收入。希望音乐人能分享虾米的商业模式，‘虾米音乐人’要成为一个真正的数字音乐发行平台。”

## 争议
虾米网将用户收集的音乐上传至网站，有偿提供盗版音乐下载，被指滥用避风港原则。为避免诉讼，目前除VIP会员外，海外用户无法正常使用虾米网服务。